# Roy Del Ruth
Roy Del Ruth (ur. 18 października 1893, zm. 27 kwietnia 1961) – amerykański reżyser filmowy.

## Filmografia
- 1921: Love and Doughnuts
- 1924: Shanghaied Lovers
- 1927: Pierwszy samochód
- 1928: Strach
- 1931: Blonde Crazy
- 1936: Urodzona do tańca
- 1943: Du Barry Was a Lady
- 1950: The West Point Story
- 1959: Ludzie aligatory
- 1960: Why Must I Die?

## Wyróżnienia
Posiada swoją gwiazdę na Hollywoodzkiej Alei Gwiazd.